# 椿説弓張月

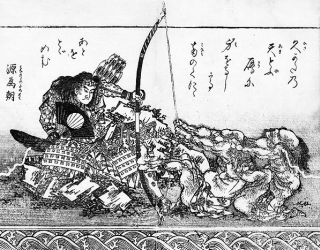
『椿説弓張月』
----
大弓を引く源為朝。読本『鎮西八郎為朝外伝 椿説弓張月』より。葛飾北斎 挿画。

『椿説弓張月』（ちんせつ ゆみはりづき、「ちんぜい～」とも読まれる）は、曲亭馬琴作・葛飾北斎画の読本。文化4年（1807年）から同8年（1811年）にかけて刊行。全5編29冊。版元は平林庄五郎と文刻堂西村源六。
『保元物語』に登場する強弓の武将鎮西八郎為朝（ちんぜい はちろう ためとも）と琉球王朝開闢の秘史を描く、勧善懲悪の伝奇物語であり、『南総里見八犬伝』とならぶ馬琴の代表作である。

## 概要
馬琴の史伝物読本の初作。物語は日本の物語と琉球の物語に区分でき、鎮西八郎を称した源為朝の活躍を『保元物語』にほぼ忠実に描いた前篇・後篇と、琉球に渡った為朝が琉球王国を再建（為朝が琉球へ逃れ、その子が初代琉球王舜天になったという伝説がある）するくだりを創作した続篇・拾遺・残篇からなる。
そのあらすじは、九州に下った弓の名人源為朝は八町礫紀平治を家来とし、阿曾忠国の娘白縫の婿となるが、保元の乱に破れて大島に流される。大島を抜け出した為朝は兵を挙げるが、海上で暴風雨に遭い、琉球に漂着する。琉球では尚寧王の姫忠婦君が利勇や曚雲と図って、王女寧王女を陥れようとしていた。為朝は寧王女を助け、琉球を平定するというものである。
日本史のなかでも悲劇の英雄の一人に数えられる源為朝に脚光をあて、その英雄流転譚を琉球王国建国にまつわる伝承にからめた後編は、そのスケールの大きさと展開力で好評を博した。

### 小史
文化4年（1807年）にまず『前篇』が出版され、以後足掛け4年をかけて『後篇』、『続篇』、『拾遺』、『残篇』が出版されて、全5篇・29冊で完結。当初は前篇と後篇の全12巻で完結予定だったが、反響が予想以上に大きかったことで馬琴の筆が伸び、完結も延期を繰り返した。

### 題名
正式には「鎮西八郎為朝外伝」の角書きが付いて『鎮西八郎為朝外伝 椿説弓張月』。
『椿説弓張月』の「椿説」は「ちんせつ」と読む。意味としては「珍説」と同じで、珍しい説の意味であり、九州の鎮西にも通じる。「弓張月」は主人公が弓の名手であるから名付けられた。「為朝外伝」は正史以外の伝記を意味し、本作の内容が史実離れしていることを標榜している。
「説」という字は、「遊説」を「ゆうぜい」と読むように、「ぜい」と読むこともできる。したがって「椿説」は、「ちんぜい」という読みが可能で、この「ちんぜい」が、読みが同じ「ちんぜい」の「鎮西」こと鎮西八郎為朝に掛かっている。これは歌舞伎の外題で多用される、題名の中に主人公の名を暗示する文字や音を掛詞として織り込む手法と同じで、このため古くから『椿説弓張月』は歌舞伎の外題風に「ちんぜい ゆみはりづき」と読まれることも多かった。

## 主要登場人物
- 源為朝（みなもとの ためとも）：源為義の八男で弓の名手。
- 白縫姫（しらぬい ひめ）：為朝の正室。舜天丸を儲ける。
- 尚寧王（しょうねい おう）：琉球王。
- 寧王女（ねい わんにょ）：尚寧王の第一王女。
- 白縫王女（しらぬい わんにょ）：寧王女の肉体に白縫姫の魂が宿ったもの。
- 八町礫紀平治（はっちょう つぶての きへいじ）：為朝の忠臣で礫（印地）打ちの名手。舜天丸を養育する。
- 舜天丸（すてまる）：為朝と白縫姫の嫡子。曚雲を討ち、琉球国王舜天となる。
- 鶴・亀（つる・かめ）：琉球王国の忠臣・毛国鼎（もう こくてい）の二人の息子。
- 阿公（くまきみ）：琉球王国の高名な巫女。利勇の陰謀に加担。
- 曚雲（もう うん）：尚寧王が暴いた蛟塚から現れた妖僧。妖力を使い妖獣・禍を操る。
- 崇徳院（しゅとく いん）：かつて為朝が主として仕えた上皇。怨霊となって、為朝が危機に陥ると救いに現れる。

## 典拠
『弓張月』の典拠は多岐多様にわたるが、ここでは代表的なものをいくつか挙げるにとどめる。
謡曲「海人」
『椿説弓張月』の初期段階の構想に用いられ、作品の枠組みに貢献した。
『保元物語』
前半の種本。なお、馬琴が採用したのは、元禄時代に水戸の彰考館で編纂刊行された『参考保元物語』であり、上方読本『保元平治闘図会』も部分的に用いている。
佐藤行信『伊豆国海嶋風土記』
天明2年（1782年）著、伊豆諸島の地誌。馬琴の蔵書印が押された写本が残る。
古宋遺民『水滸後伝』
後半のネタ元。『水滸伝』の後日談で、李俊がシャム王になるという筋にとどまらず、人物や部分的趣向も借りている。
徐葆光『中山伝信録』
6巻。琉球関係の人名・地名・事件などについて活用。

## 当時の評価
本作は庶民から絶大な支持を得て、商業的に大成功を収め、馬琴の読本作者としての地位を確たるものとした。『為朝一代記』『源氏雲弦月』『弓張月春宵栄』といった合巻をはじめ、錦絵や双六の題材となるなど、幅広い人気を集めた。本作の次に書いたのが『南総里見八犬伝』で、今日ではこちらの方が有名になっているが、当時は逆だった。

## 文献

### 活字本
- 和田万吉校注 『椿説弓張月』 岩波文庫（上・中・下）。（挿絵を欠く）。度々復刊
- 後藤丹治校注 『椿説弓張月 （上・下）』、岩波書店〈日本古典文学大系60・61〉。（鈴木重三所蔵の初刊本により挿絵を全て収録する）

### 現代語訳
- 三田村信行訳 『新編弓張月』（上巻「伝説の勇者」・下巻「妖魔王の魔手」）、ポプラ社、平成18年（2006年）。※児童書。
- 平岩弓枝訳 『椿説弓張月』 学研パブリッシング〈学研M文庫〉、平成14年（2002年）。※編訳版、初刊・学研、1981年。
  - 『私家本 椿説弓張月』 新潮社、2014年／新潮文庫、2017年
- 山田野理夫訳 『椿説弓張月』 教育社歴史新書（上・下） 原本現代訳、昭和61年（1986年）。※訳文のみ。序跋系図の類は省略。
- 高藤武馬訳 『椿説弓張月 古典日本文学全集27』 筑摩書房、昭和35年（1960年）。訳文のみ、新装版「古典日本文学」。※序跋「備考」や本筋に無関係な考証的な箇所（系図など）に省略がある。
- 丸屋おけ八訳 『全訳 椿説弓張月』、言海書房、2012年。訳文のみ、序跋の類や考証的な箇所は省略。
- 菱岡憲司訳『椿説弓張月』全5巻、光文社古典新訳文庫（2025年8月より刊）。北斎の挿画を全点収録

## 派生作品

### 錦絵
北斎の他に、歌川国芳や月岡芳年らが本作から着想した作品を残している。

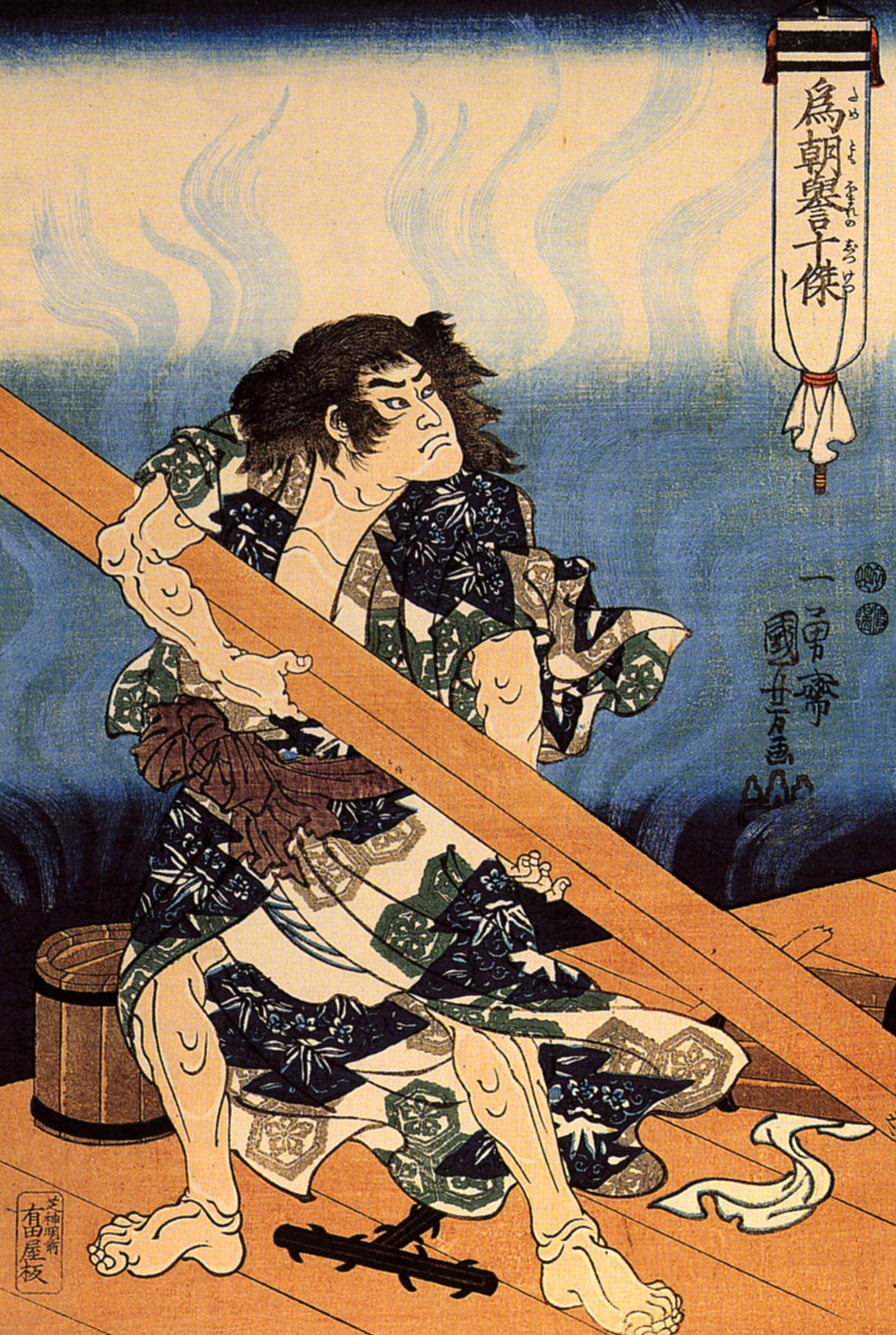
国芳画『為朝誉十傑』の一「源爲朝」
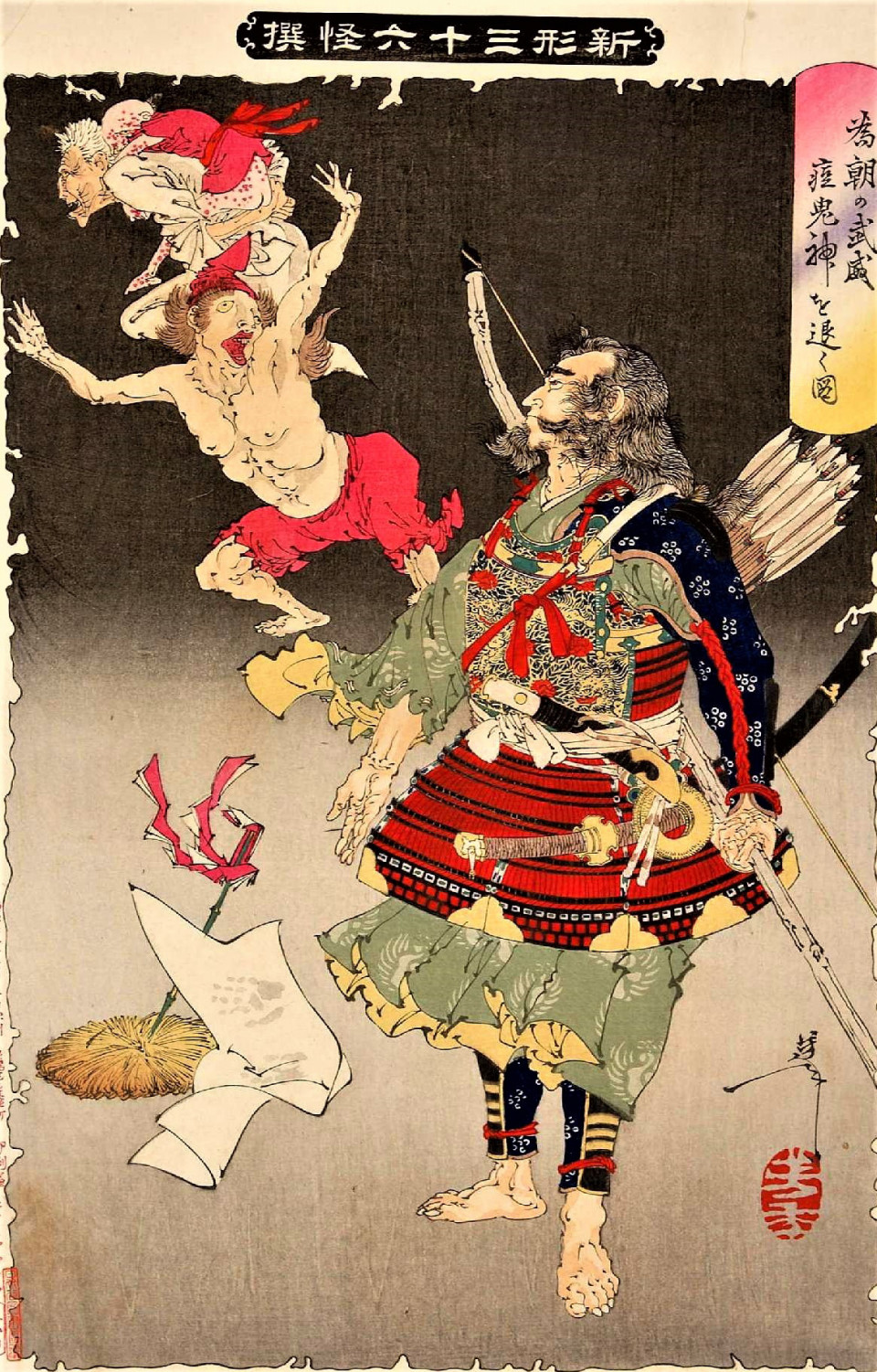
芳年画『爲朝の武威痘鬼神を退く圖』
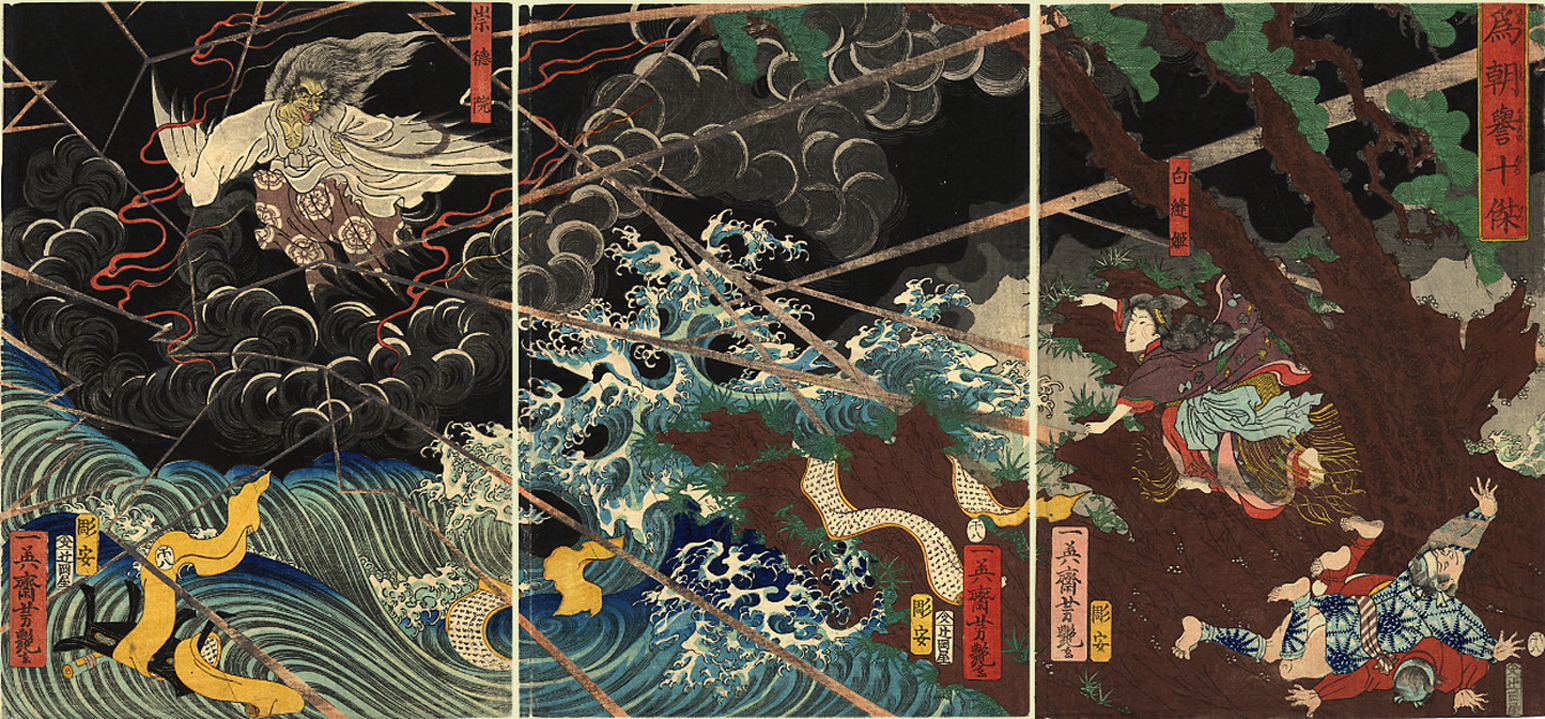
芳艶画『為朝誉十傑』の一「魔界に入る崇德院」
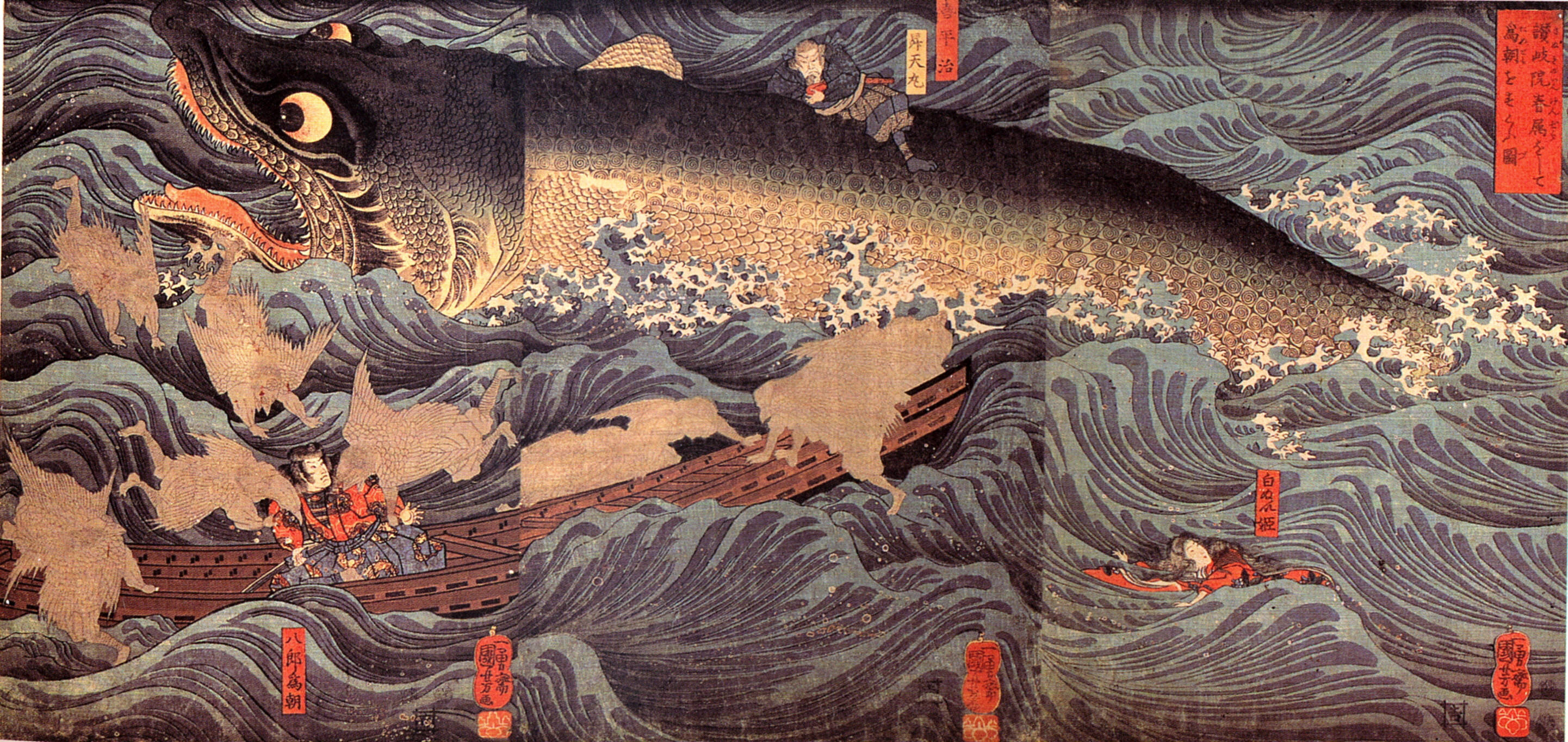
国芳画『讃岐院眷屬をして爲朝をすくふ圖』

### 歌舞伎
馬琴の『椿説弓張月』刊行中の文化5年10月に、まず浄瑠璃『鎮西八郎誉弓勢』として、同年11月には近松徳三作の歌舞伎『島巡弓張月』として演じられたほか、1853年（嘉永6年）、三代目瀬川如皐作『与話情浮名横櫛』劇中、主人公与三郎の夢という演出による常磐津の所作事『嶋廻色為朝』、さらに明治14年に河竹新七 (3代目)により『弓張月源家鏑箭』が初演されるなどしたが、一篇のまとまったストーリーとして劇化されたのは戦後昭和の1969年（昭和44年）11月5日に東京国立劇場で初演の三島由紀夫作『椿説弓張月』全3幕8場である。
三島台本の活字発表は雑誌『海』同年11月号でなされ、11月25日には中央公論社より限定版で、歌舞伎戯曲『椿説弓張月』が出版された。この作品は三島の書いた最後の歌舞伎であり、最後の舞台作品となった。脚本のほか、演技、美術、音楽などの演出も自ら手掛けた。
似非近代化した当時の歌舞伎に失望していた三島が、古典的・伝統的な義太夫狂言の様式に構成したルネサンス的な創作歌舞伎である。初演時・配役も、源為朝に八代目松本幸四郎、阿公・崇徳院に二代目中村雁治郎、紀平治に八代目市川中車、高間太郎に三代目市川猿之助と一流の役者を配し、白縫姫には三島の肝煎で当時まだ無名に近かった19歳の五代目坂東玉三郎が抜擢された。玉三郎はこの舞台が絶賛され、以後の盛名に至る出世作となった。なお、為朝の役について三島は、市川染五郎（6代目）を強く希望していたが、染五郎のスケジュールが空かなかったため、父・松本幸四郎になった
のち文楽で上演する話が進められたが、三島の死で脚本が未完成となったのを、演出を担当していた山田庄一らにより補筆され1971年（昭和46年）11月に初演された。
当時演出助手を務めた織田紘二が三島の言葉をメモした制作ノートによると、テーマは「太い男の流れる姿」であるとし、挫折と行動を繰り返し続けた「未完の英雄」為朝を自らの理想の英雄像として仮託し、「為朝の孤忠」を主題とした。三島は、「日本のオデッセイを作りたい。日本のオデッセイは為朝だ」と腹案を織田に伝えたとされる。為朝の騎乗する白馬が海の中から出現して飛翔する演出に、三島は最後までこだわり続けたという。
歌舞伎は過去に遡るほどよいとする三島は古典様式を重んじ、擬古文で書いた擬古典歌舞伎にこだわり、（河竹黙阿弥が活躍し歌舞伎の様式を確立した）「明治初年の作者に戻り、歌舞伎の様式の中で新しい形式を作りたい」とスタッフ会議で並々ならぬ意欲を述べたという。音楽には、当時としては異例だった文楽の義太夫を入れることにし、鶴澤燕三に作曲を依頼、文楽座を初めて歌舞伎に出演させた。また、狂言作者は本読みを自分で行ない皆に聞かせるという習慣に倣って、三島も本読みを行なったところ、すべての役を巧みに演じ分ける三島のうまさに驚いたスタッフの勧めで録音することになり、杉並公会堂で8月26日と27日の2日間かけて録音しレコードを制作、役者顔寄せの日にそれを聞かせた。ポスターを手掛けた横尾忠則のジャケット装で日本コロムビアから『椿説弓張月』（上の巻）として発売もされた。

#### 公演
- 国立劇場昭和44年11月歌舞伎公演（第28回歌舞伎公演）
  - 1969年（昭和44年）11月5日 - 27日、国立劇場大劇場初演
  - 演出：三島由紀夫。演出協力：山田庄一。装置：国立劇場舞台美術研究会。衣裳考証：高根宏浩。振付：楳茂都陸平。義太夫作曲：鶴澤燕三。長唄作曲：杵屋栄左衛門。作調：田中佐十次郎。ポスター：横尾忠則
  - 出演：八代目松本幸四郎、五代目坂東玉三郎、三代目市川猿之助、八代目市川中車、四代目市川段四郎、二代目中村雁治郎、ほか
  - 国立劇場開場3周年記念公演、昭和44年度文化庁芸術祭協賛公演
  - 1970年（昭和45年）1月11日、18日にNHK教育テレビで舞台中継。
- 国立劇場昭和62年11月歌舞伎公演（第145回歌舞伎公演）
  - 1987年（昭和62年）11月5日 - 27日、国立劇場大劇場
  - 演出：三島由紀夫。演出協力：山田庄一・織田紘二。装置：国立劇場舞台美術研究会。衣裳考証：高根宏浩。振付：楳茂都陸平。義太夫作曲：鶴沢燕三。長唄作曲：杵屋栄左衛門。作調：仙波宏祐
  - 出演：九代目松本幸四郎、四代目中村雀右衛門、五代目中村勘九郎、十七代目市村羽左衛門、四代目中村助五郎、二代目中村又五郎、ほか
  - 昭和62年度文化庁芸術祭協賛公演
  - 1988年（昭和63年）2月14日にNHK教育テレビ（21:00 - 23:58）で舞台中継。
- 歌舞伎座平成14年12月大歌舞伎
  - 2002年（平成14年）12月2日 - 26日、歌舞伎座
  - 監修：戸部銀作。演出：二代目市川猿之助。演出協力：織田紘二。補綴・演出補：石川耕士。美術：金井俊一郎。衣裳考証：高根宏浩。照明：吉井澄雄。音響：本間明。振振付：藤間勘吉郎
  - 出演：市川猿之助、坂東玉三郎、五代目中村勘九郎、五代目中村歌六、二代目市川猿四郎、二代目市川亀治郎、ほか
- 新橋演舞場平成24年五月花形歌舞伎[21]
  - 2012年（平成24年）5月1日 - 25日、新橋演舞場
  - 監修・演出：織田紘二。美術：。衣裳考証：。照明：。音響：。振付：
  - 出演：市川染五郎、中村七之助、片岡愛之助、中村獅童、五代目中村翫雀、中村福助、ほか

- 国立劇場小劇場昭和46年11月公演（第20回文楽公演）
  - 1971年（昭和46年）11月14日 - 28日、国立劇場小劇場
  - 脚色・演出：山田庄一。作曲：野澤喜左衛門、野澤松之輔、鶴澤燕三。振付：楳茂都陸平。美術：村山和之。衣裳考証：高根宏浩。
  - 出演：二代目桐竹勘十郎、三代目吉田蓑助、十代目竹澤彌七、二代目鶴澤道八、八代目豐竹嶋太夫、九代目竹本文字太夫、ほか
  - 国立劇場開場5周年記念公演
  - 歌舞伎の文楽化

#### おもな刊行本
- 限定版『椿説弓張月』（中央公論社、1969年11月25日） 限定1000部（記番入） NCID BN06674487
  - 題字：竹柴蟹助、B5横判、和装袋綴。紙装。夫婦函。段ボール外函。88頁
  - 収録内容：「椿説弓張月」「『弓張月』の劇化と演出」
  - 「上の巻」「中の巻」「下の巻」の題扉の次にカラー図版16頁（裏白）8葉、衣裳絵：高根宏浩、舞台装置図：国立劇場舞台美術研究会（村山和之）。本扉裏に「昭和己酉刊」とあり。巻末に初演データ。
- 『椿説弓張月』（中央公論社、1970年1月30日） NCID BN05623593
  - 題字：竹柴蟹助。B5横判。紙装。
  - 収録内容：「椿説弓張月」「『弓張月』の劇化と演出」
  - 普及版：上記の1969年11月刊行の限定版と同じ内容
- 文庫版『椿説弓張月』（中公文庫、1975年11月10日）
  - 題字：竹柴蟹助。装幀：白井晟一、紙装。解説：磯田光一
  - 収録：「椿説弓張月」「『弓張月』の劇化と演出」「『椿説弓張月』の演出」「歌舞伎の脚本と現代語」
- 『My Friend Hitler and Other Plays』（Columbia University Press、2002年11月15日）
  - 英訳：佐藤紘彰
  - 収録内容：「The Rokumeikan（鹿鳴館）」「Backstage Essays（楽屋で書かれた演劇論）」「The Decline and Fall of The Suzaku（朱雀家の滅亡）」「『My Friend Hitler（わが友ヒットラー）』「The Terrace of The Leper King（癩王のテラス）」「The Flower of Evil： Kabuki（悪の華）」「A Wonder Tale：The Moonbow（椿説弓張月）」

#### 全集収録
- 『三島由紀夫全集24（戯曲V）』（新潮社、1975年4月25日）
  - 装幀：杉山寧。四六判。背革紙継ぎ装。貼函。
  - 月報：庄野潤三「昔の友」。山田庄一「文楽『弓張月』の成立」。《評伝・三島由紀夫 24》佐伯彰一「伝記と評伝（その15）」。《同時代評から 24》虫明亜呂無「三島由紀夫と歌舞伎・能」。口絵写真撮影：篠山紀信
  - 収録作品：「癩王のテラス」「椿説弓張月」「文楽 椿説弓張月」「附子」「LONG AFTER LOVE」「ブリタニキュス」「プロゼルピーナ」「聖セバスチャンの殉教」「ボクシング」「オルフェ」
  - ※同一内容で豪華限定版（装幀：杉山寧。総革装。天金。緑革貼函。段ボール夫婦外函。A5変型版。本文2色刷・1,000部）あり。
- 『三島由紀夫戯曲全集 下巻』（新潮社、1990年9月10日）
  - 四六判。2段組。布装。セット機械函。
  - 収録作品：「熊野」「女は占領されない」「熱帯樹」「プロゼルピーナ」「弱法師」「十日の菊」「黒蜥蜴」「源氏供養」「喜びの琴」「美濃子」「恋の帆影」「聖セバスチャンの殉教」「サド侯爵夫人」「憂国」「アラビアン・ナイト」「朱雀家の滅亡」「ミランダ」「わが友ヒットラー」「癩王のテラス」「椿説弓張月」「文楽 椿説弓張月」「附子」「LONG AFTER LOVE」〔初演一覧〕
  - ※ 上・下巻 2冊組での刊行。
- 『決定版 三島由紀夫全集25巻 戯曲5』（新潮社、2002年12月10日）
  - 装幀：新潮社装幀室。装画：柄澤齊。四六判。貼函。布クロス装。丸背。箔押し2色。
  - 月報：織田明「三島さんと『わが毒』」、山中剛史「資料探索の密かな愉しみ」、〔天球儀としての劇場5〕田中美代子「受肉・または俳優の恍惚」
  - 収録作品：「癩王のテラス」「椿説弓張月」「文楽 椿説弓張月」「オルフェ」「ブリタニキュス」「プロゼルピーナ」「トスカ」「聖セバスチャンの殉教」[22]
    - 〔参考作品〕「老人の星」「長唄 螺鈿」「頼政（「あやめ」異稿）」「無題（「黒川伯爵家の……」）「鯉になつた和尚さん」「ちびくろさんぼのぼうけん」「舌切雀」「附子」「LONG AFTER LOVE」「歌劇台本 潮騒」「無題（「あるさびれた海岸の……」）」「清水一角（シノプシス）」「無題（「大東塾……」）」
    - 「『癩王のテラス』創作ノート」「『椿説弓張月』創作ノート」

#### 音声資料
- LPレコード『椿説弓張月“上の巻”』（日本コロムビア、1969年11月10日）
  - 台詞朗読：三島由紀夫。義太夫：鶴澤燕三、野沢勝平。長唄：杵屋栄左衛門。囃子：田中佐十次郎
  - ジャケット装幀：横尾忠則。帯、ブックレット付。
  - ジャケット掲載文章：寺中作雄「耳で聴く三島文学」、三島由紀夫「レコード化に当って」
  - 収録内容：「椿説弓張月“上の巻・伊豆国大嶋の場”」
  - ※国立劇場と日本コロムビア提携作品。“下の巻”は未刊。
  - ※1987年（昭和62年）10月21日にカセットテープ・CD化され発売[20][19]。こちらのジャケットはLPの装幀とは異なり、掲載文章は三島の「『レコード化に当って』序文より」のみ[20]。
  - ※2004年9月に刊行された『決定版 三島由紀夫全集41巻 音声(CD)』のディスク3として所収。

### 映画
1914年（大正3年）と1955年（昭和30年）の2度、映画化されている。
- 『弓張月』〈あるいは『源為朝』〉（日活、1914年5月）
  - 監督：牧野省三。出演：尾上松之助
  - 白黒サイレント映画
- 『椿説 弓張月』（東映、1955年）
  - 9月20日に「第一篇 筑紫の若武者」、10月9日に「第二篇 運命の白縫姫」、10月17日に「完結篇 南海の覇者」とのサブタイトルで三部作として公開された。
  - 監督：丸根賛太郎。主演は東千代之介

### テレビ
- 連続人形劇『新八犬伝』（1973年 - 1975年）
  - 八犬士の一人（犬塚信乃）が琉球へ渡り、その琉球では『弓張月』の登場人物である阿公、朦雲、中婦君などがそのままの名で登場する。その自由な創作ぶりを巡っては賛否両論で、『椿説里見八犬伝』と論評に書かれたこともあった[要出典]。